# Gauliga Elsaß
La Gauliga Elsaß fue la liga de fútbol más importante de la región ocupada de Alsacia durante el control de la Alemania Nazi de 1940 a 1945.

## Historia
La liga fue creada en 1940 luego de la expansión de la Alemania Nazi por Europa que los llevó a tomar el control del territorio francés de Alsacia (en alemán: Elsaß) luego del Armisticio del 22 de junio de 1940 e introducido por la Oficina Nazi de Deportes.
En su primera temporada participaron 16 equipos divididos en dos grupos de ocho equipos cada uno, todos los equipos pertenecientes a la región de Alsacia, en donde los ganadores de cada grupo se enfrentaban a una serie a dos partidos ida y vuelta para definir al representante de la liga en la Gauliga nacional.
En la temporada siguiente la liga fue simplificada a un solo grupo de doce equipos, donde descendían los últimos cuatro. Para la temporada siguiente participaron diez equipos y descendían dos y se jugó igual en la temporada de 1943/44.
A finales de 1944 la región se volvió un campo de batalla nuevamente, aunque se iba a jugar la temporada con 12 equipos divididos en dos grupos de seis equipos cada uno, temporada que ni siquiera inició.
Luego de la región fuese liberada por las fuerzas aliadas, el 22 de noviembre de 1944 fue retomada la ciudad de Estrasburgo y la región de Alsacia fue retomada por Francia junto con el RC Strasbourg, quien inmediatamente fue incluido en la Ligue 1.

## Equipos Fundadores
Estos fueron los 16 equipos fundadores de la liga en la temporada de 1940/41:

### Grupo 1
- Rasen SC Straßburg, conocido como RC Strasbourg antes de la ocupación alemana en 1940
- SC Schiltigheim
- SG SS Straßburg, conocido como SC Red-Star Strasbourg antes de la ocupación alemana en 1940
- FC Hagenau
- FK Mars Bischheim, conocido como CS Mars 1905 Bischheim antes de la ocupación alemana en 1940
- SV 06 Schlettstadt, conocido como SC Sélestatantes de la ocupacióbn alemana en 1940
- SV Straßburg, conocido como Association Sportive de Strasbourg antes de la ocupación alemana en 1940
- FC Bischweiler

### Grupo 2
- FC Mülhausen 93, conocido como FC de Mulhouseantes de la ocupación alemana en 1940
- SpVgg Kolmar, conocido como SR Colmarantes de la ocupación alemana e
- FC Wittenheim, conocido como Union Sportive Wittenheim antes de la ocupación alemana en 1940
- FC Kolmar, conocido como FC Colmar antes de la ocupación alemana en 1940, regresó a su nombre anterior en 1945, y pasó a llamarse Stade de Colmar 77 en 1977 ; el club desapareció en junio de 1986
- ASV Mülhausen, conocido como Cercle Athlétique Mulhousien, regresó a su nombre original en 1940, en 1945 pasó a llamarse Association Sportive Mulhousienne
- SpVgg Dornach, conocido como FC Dornach antes de la ociupación alemana en 1940
- SV Wittelsheim, conocido como Association Sportive des Colonies Amélie Wittelsheim antes de la ocupación alemena en 1940
- FC St. Ludwig, conocido como FC Saint-Louis, cambió su nombre en 1945, se fusiona con el FC Neuweg en 1990

## Ediciones Anteriores
| Temporada | Campeón         | Subcampeón         |
| --------- | --------------- | ------------------ |
| 1940–41   | FC Mülhausen 93 | Rasen SC Straßburg |
| 1941–42   | SG SS Straßburg | Rasen SC Straßburg |
| 1942–43   | FC Mülhausen 93 | Rasen SC Straßburg |
| 1943–44   | FC Mülhausen 93 | SG SS Straßburg    |

## Posiciones Finales
| Club                     | 1941 | 1942 | 1943 | 1944 |
| ------------------------ | ---- | ---- | ---- | ---- |
| FC Mühlhausen 93         | 1    | 4    | 1    | 1    |
| SpVgg Kolmar             | 2    | 3    | 4    | 4    |
| FC Wittenheim            | 3    | 12   |      |      |
| FC Kolmar                | 4    | 8    | 8    | 7    |
| ASV Mühlhausen           | 5    |      |      |      |
| SpVgg Mühlhausen-Dornach | 6    | 11   |      |      |
| SV Wittelsheim           | 7    |      |      |      |
| FC St. Ludwig            | 8    |      |      |      |
| Rasen SC Straßburg       | 1    | 2    | 2    | 6    |
| SC Schiltigheim          | 2    | 5    | 5    | 8    |
| SG SS Straßburg          | 3    | 1    | 3    | 2    |
| FC Hagenau               | 4    | 7    | 6    | 5    |
| Mars Bischheim           | 5    | 6    | 10   |      |
| SV 06 Schlettstadt       | 6    |      | 7    | 10   |
| SV Straßburg             | 7    |      |      |      |
| FC Bischweiler           | 8    |      |      |      |
| TSV Schweighausen        |      | 9    |      | 9    |
| Stern Mühlhausen         |      | 10   |      |      |
| FV Walk                  |      |      | 9    |      |
| FC Hüningen              |      |      |      | 3    |